# Good Day (chanson de Forrest Frank)
Singles de Forrest Frank
Hallelujah
(2024)
Good Day est une chanson du chanteur américain de musique chrétienne contemporaine Forrest Frank. La chanson paraît le 19 janvier 2024. Elle atteint la seconde position du Hot Christian Songs ainsi que la première place du Christian Digital Songs. Il s'agit de la première chanson de Frank à atteindre la première place dans sa carrière solo. Elle est présente sur l'album Child of God, ainsi que sur les EPs God Is Good et All The Time. Le 9 février 2024, quatre pistes alternatives sortent.
La chanson parle d'une journée remplie de positivité et de reconnaissance,,.
En 2024, la chanson remporta la 55e édition des GMA Dove Awards dans la catégorie Chanson pop/contemporaine enregistrée de l'année.

## Liste des pistes

### Original
| Good Day | Good Day | Good Day | Good Day | Good Day | Good Day | Good Day | Good Day | Good Day | Good Day |
| No       | Titre    | Durée    |          |          |          |          |          |          |          |
| -------- | -------- | -------- | -------- | -------- | -------- | -------- | -------- | -------- | -------- |
| 1.       | Good Day | 2:50     |          |          |          |          |          |          |          |
| 2:50     |          |          |          |          |          |          |          |          |          |

### Alternatives
| 1.    | Good Day (sped up)      | 2:32 |
| 2.    | Good Day (slowed)       | 3:09 |
| 3.    | Good Day (instrumental) | 2:50 |
| 4.    | Good Day (vocal only)   | 2:50 |
| 11:22 |                         |      |

## Classements
| Classement (2024)            | Meilleure position |
| ---------------------------- | ------------------ |
| Hot Christian Songs          | 2                  |
| Christian Airplay            | 3                  |
| Christian adult contemporary | 3                  |
| Christian Streaming Songs    | 2                  |
| Christian Digital Songs      | 1                  |
| Country Airplay              | 8                  |